# Гарпактикоиды
Гарпактикоиды (лат. Harpacticoida) — один из трёх отрядов в подклассе Веслоногие ракообразные (Copepoda). Это богатая видами эврибионтная группа ракообразных, обитающих в морях и пресных водах, преимущественно на водорослях и различных твёрдых и мягких грунтах. Гарпактицид находили в пещерных водоёмах и грунтовых водах, в подушках мха и пазухах листьев. Встречаются сверлящие формы и различного рода паразиты. К настоящему времени описано до 4500 видов мейобентосных гарпактикоид, относящихся к 55 семействам, из которых приблизительно 17 богато видами. Р. Хайс с соавторами подсчитали, что в действительности в природе их существует более 30000 видов.

## Морфология
Исходное число сегментов для веслоногих ракообразных (как и остальных максиллопод) равно шестнадцати. При этом цефалон всегда слит с последующим торакальным сегментом (несущим максиллипеды) в цефалосому. У большинства семейств (кроме Canuellidae, Longipediidae, Rometidae, Aegisthiidae, Phyllognathopodidae) сегмент, несущий первую пару ног, также сливается с цефалосомой, формируя единый цефалоторакс. Возможно, это слияние происходило неоднократно на протяжении эволюции гарпактикоид, равно как и в других отрядах копепод. На переднем конце цефалоторакса находится рострум, как правило, несущий 1—2 пары сенсилл. Рострум может срастаться с цефалотораксом или быть отделённым от него сочленением. I и II абдоминальные сегменты нередко сливаются, образуя генитальный сегмент, на котором заметны границы сегментов. Анальный сегмент сверху прикрыт пластинкой — оперкулум, свободный край которого обычно округлый, вооружённый или гладкий. Форма и размер фурки изменчивы.
Антены І умеренных размеров, 4—8-членистые, максимум 9-членистые у самки и 10-членистые у самца. Третий или четвертый членики антенны с эстатасками. У самца различают три типа строения антенн I: 1-й тип гаплоцер — членик с эстатаском по толщине немного отличается от предыдущего; 2-й тип — хироцер — членик с эстатаском очень мощный, клешневидный; 3-й тип — субхироцер — членик с эстатаском по размеру резко отличается от предыдущих и последующих маленьких члеников. У антенн II два основных членика: коксальный и базальный, на котором 1—2-членистый эндоподит. Часто коксальный членик редуцируется, базальный, срастаясь с эндоподитом, образует аллобазис, к середине которого прикреплён экзоподит. Экзоподит обычно 1—3-членистый, в отдельных случаях 7-членистый, иногда полностью редуцирован. Ротовые конечности развиты или редуцированы. Максиллипеды у примитивных форм имеют вид одноветвистой оперённой конечности, у остальных — хватательного или сходного с хватательным типа. Первая пара торокальных ног (Р1) часто хватательного типа: обе ветви или одна из них на конечных члениках с когтевидными или подобными им придатками. Иногда у самцов в строении Р1 наблюдаются признаки полового диморфизма: на втором базальном членике около внутренней щетинки появляются дополнительные шиповидные придатки, в некоторых случаях только видоизменяется внутренняя щетинка.